# Округ Петровский
Округ Петро́вский — муниципальный округ № 62 в составе Петроградского района Санкт-Петербурга.
Глава Вагин Дмитрий Феликсович сложил полномочия добровольно-принудительно 28.04.2023 после конфликта с депутатами МО

## Граница округа
Граница муниципального округа № 62 проходит: от оси р. Малой Невы у Тучкова моста до оси р. Ждановки, далее по оси р. Ждановки до Большого пр., далее по оси Большого пр. до ул. Ленина, далее по оси ул. Ленина до Чкаловского пр., далее по оси Чкаловского пр. до ул. Красного Курсанта, далее по оси ул. Красного Курсанта до Офицерского пер., далее по оси Офицерского пер. до оси р. Ждановки, далее по оси р. Ждановки до Новоладожской ул., далее по оси Новоладожской ул. до Пионерской ул., далее по оси Пионерской ул. до оси р. Малой Невки, далее по оси р. Малой Невки до оси р. Малой Невы, далее по оси р. Малой Невы до оси р. Ждановки.
Муниципальный совет муниципального округа «Петровский» расположен по адресу: Гатчинская улица, дом 16.

## Население
| 2002    | 2010    | 2012    | 2013    | 2014    | 2015    | 2016    |
| ------- | ------- | ------- | ------- | ------- | ------- | ------- |
| 20 808  | ↗21 583 | ↗22 034 | ↗22 606 | ↗23 036 | ↘22 986 | ↘22 576 |
| 2017    | 2018    | 2019    | 2020    | 2021    | 2023    | 2025    |
| ↘22 402 | ↘22 231 | ↘21 657 | ↘21 122 | ↘17 632 | ↘17 467 | ↗17 932 |